# Overgrown
Overgrown è il secondo album discografico del musicista inglese James Blake, pubblicato nell'aprile 2013.

## Il disco
Il disco è stato anticipato dalla pubblicazione del singolo Retrograde, avvenuta nel febbraio 2013.
L'album è stato prodotto dallo stesso Blake e dal colosso della musica elettronica Brian Eno (per la traccia Digital Lion). Vi hanno partecipato anche il rapper RZA e il chitarrista ed autore Rob McAndrews.
L'album si è aggiudicato a sorpresa, nell'ottobre 2013, il Mercury Prize.
La versione iTunes dell'album include la bonus track Every Day I Ran ed il video di Retrograde, diretto dal danese Martin de Thurah.
In Italia il disco è stato pubblicato da Universal Music.

## Tracce
1. Overgrown – 5:00
2. I Am Sold – 4:04
3. Life Round Here – 3:37
4. Take a Fall for Me (feat. RZA) – 3:33
5. Retrograde – 3:43
6. DLM – 2:25
7. Digital Lion – 4:45
8. Voyeur – 4:17
9. To the Last – 4:19
10. Our Love Comes Back – 3:39

## Classifiche
Massima Posizione raggiunta
- Regno Unito (Official Albums Chart) - #9
- Stati Uniti (Billboard 200) - #32
- Danimarca (IFPI Denmark) - #2
- Australia (ARIA Charts) - #5
- Portogallo (Associação Fonográfica Portuguesa) -#9
- Norvegia (VG-lista) - #10
- Giappone (Oricon) - #12
- Germania (Media Control Charts) - #13
- Italia (FIMI) - #98